# Crni sljez
Crni sljez (šumski sljez, guščja trava, lat. Malva sylvestris) dvogodišnja je ili višegodišnja biljka iz porodice sljezovki.

## Opis biljke
Biljka može narasti do 80 cm visine s razgranatim dlakavim stabljikama i tamnozelenim listićima na dugim peteljkama okruglog ili srcolikog oblika razdijeljenih po rubovima, zarezani na 5-7 režanja. Cvjetovi su plavkaste do ružičasto-crvene boje s 5 latica, a krunični listovi imaju 3-5 poprečnih pruga.
Kod svih vrsta sljeza razvija se karakterističan okrugli plod kalavac koji se dozrijevanjem raspada u 9-11 plodića s po jednom sjemenkom.

## Rasprostranjenost
Biljka raste po poljima, uz puteve, kuće, kao korov po zapuštenim mjestima. Raste do 1200 m nadmorske visine po čitavoj Europi.

## Ljekoviti dio biljke
Od travnja do srpnja mladi listovi crnoga sljeza pripremaju se kao varivo slično špinatu. Listovi su bogati vitaminom C, karotinom, željezom i kalcijem.
Od lipnja do sredine rujna sabiru se listovi i cvjetovi u vrijeme cvatnje. Katkada se sabire i korijen, a sjeme nakon dozrijevanja.
Nezreli plodovi crnog sljeza mogu se jesti svježi i stavljati u variva i marinade.

## Ljekovito djelovanje
Cijeni se od davnina kao sredstvo za otklanjanje probavnih smetnji i rastvaranje sluzi. Od listova se mogu pripremati sluzavi kašasti oblozi za upale. Cvijet i list crnog sljeza propisuje farmakopeja (knjiga ili ukupnost propisa o pripravljanju i postupanju s lijekovima koji se moraju nalaziti u ljekarnama).
Posebno je važno čaj od crnog sljeza pripremati na isti način kao i kod bijelog sljeza hladnim putem, nikako se ne smiju kuhati ni listovi ni cvjetovi, kao ni popariti vrućom vodom.
Crni sljez je nekada imao i važnu ulogu u narodnom liječenju životinja kod probavnih problema ili primjenom toplih obloga kod čireva ili oteklina.